# Dendrobium ochroleucum
Dendrobium ochroleucum är en orkidéart som beskrevs av Johannes Elias Teijsmann och Simon Binnendijk. Dendrobium ochroleucum ingår i släktet Dendrobium, och familjen orkidéer.
Artens utbredningsområde är Java. Inga underarter finns listade i Catalogue of Life.